# City of Stars

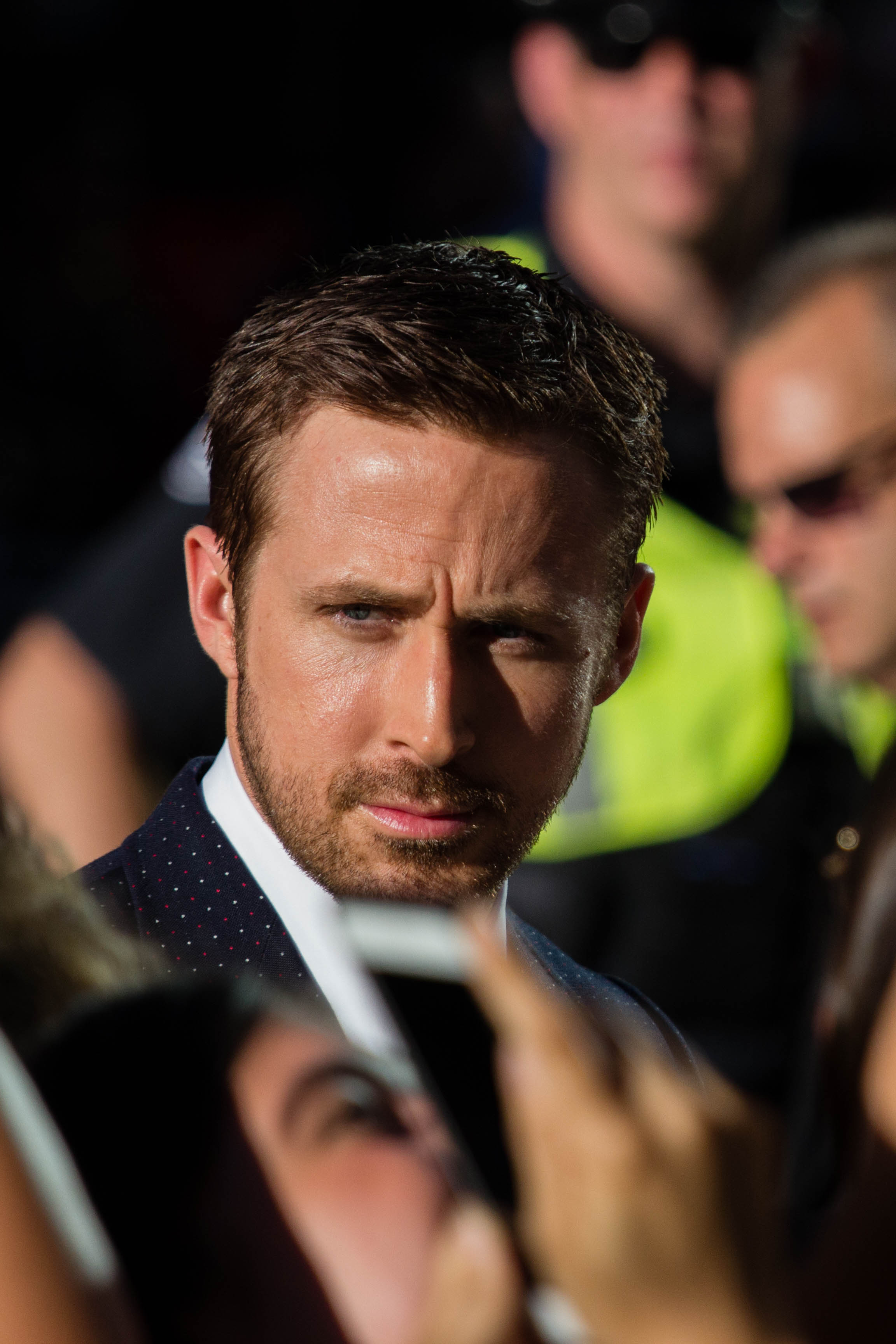
Ryan Gosling, intèrpret de la cançó.

"City of Stars" és una cançó interpretada per Ryan Gosling i Emma Stone a la pel·lícula La La Land (2016). La música de la cançó va ser composta per Justin Hurwitz mentre que les lletres van ser proporcionades per Benj Pasek i Justin Paul. La cançó va guanyar nombrosos premis, inclòs el premi a la millor cançó original tant als Globus d'Or com als Premis Oscar.

## Context
A la pel·lícula, la cancó és cantada inicialment per Gosling en solitari com el personatge de Sebastian mentre canta i balla al moll de Hermosa Beach. Més endavant a la pel·lícula, és represa per Sebastian i Mia (Stone) durant un muntatge on ell es prepara per anar de gira amb la banda de Keith (John Legend), mentre que Mia deixa la seva feina en una cafeteria i lloga un teatre per una interpretació individual seva.

## Inspiració
Justin Hurwitz, el compositor de la cançó, va discutir l'escriptura de la cançó:
| « | (anglès) [The song] started at the piano with me just working on demos for Damien, sending him ideas until something really sparked. It's so funny that that and "Audition" are the two songs that people seem to be responding to the most, at least so far, because they had similar processes in the sense that they had probably the least amount of fussing at the piano demo stage. […] I was just composing it from an emotional place and thinking about the tone. I would say the tone is hopeful, but melancholy at the same time. And it kind of goes back-and-forth between cadencing in major and cadencing in minor, because I think that’s kind of what the song is about. You have these great moments and then you have these less great moments in life and in Los Angeles and we see it happen in the story. I was thinking about that idea a little bit and just trying to compose a melody that I thought was shapely and beautiful. I guess it has some jazz inflections, because it’s something Sebastian plays on the piano. | (català) [La cançó] va començar al piano amb mi només treballant en demostracions per a Damien, donant-li idees fins que alguna cosa va provocar-ho realment. És tan graciós que això i "Audition" són les dues cançons a les que sembla que la gent respon majoritàriament, almenys fins ara, perquè tenien processos similars en el sentit que probablement tinguessin la menor porció en la fase de demostració del piano. […] Jo només la componia des d'un lloc emotiu i pensava en el to. Diria que el to és esperançador, però alhora melancòlic. I va tot un tipus d'anada i tornada entre la cadenació en major i la cadença en menors, perquè crec que és del que es tracta a la cançó. Tens aquests moments fantàstics i després tens aquests moments menys grans a la vida i a Los Angeles i ho veiem passar a la història. Vaig estar pensant una mica en aquella idea i només intentava compondre una melodia que em semblava formosa i bonica. Suposo que té algunes inflexions de jazz, perquè és una cosa que Sebastian toca al piano. | » |

## En la cultura popular

### Versions
- Sheridan Smith va versionar aquesta cançó en el seu àlbum de debut Sheridan.
- Anton du Beke i Connie Fisher van versionar aquesta cançó a l'àlbum debut d'Anton From the Top.
- Gavin James va versionar aquesta cançó i la va publicar com a single.
- A Operación Triunfo 2017, Amaia i Alfred van versionar aquesta cançó a la Gala 3 el 13 de novembre de 2017.
- A The X Factor UK, Lloyd Macey va versionar aquesta cançó al primer espectacle en directe el 28 d'octubre de 2017.
- A The Voice of Greece, Stefanos Vezirgianopoulos i Kiriaki Sahinidou van versionar aquesta cançó al tercer episodi de la fase de batalla, el 14 de novembre de 2018 .
- A The Voice UK, Shane McCormack va versionar aquesta cançó en el segon espectacle de Knockout el 24 de març de 2018.
- A La voz, Juanfra Anguita va interpretar les dues veus de la cançó a la primera gala d'audició el 7 de gener de 2019.
- La cantant sud-coreana, Hwasa, de Mamamoo, va versionar aquesta cançó i la va publicar a YouTube.
- Qian Zhenghao va versionar aquesta cançó al programa xinès Idol Producer.
- Els cantants Eile Monty i Black Gryph0n van versionar aquesta cançó i la van publicar a Youtube.

### Sàtira
- Al programa de TV3 Crackòvia, els actors Ivan Labanda i Jordi Ríos la van cantar amb una altra lletra parodiant als entrenadors Luis Enrique i Diego Pablo Simeone abans d'una final de Copa.[3]

## Reconeixements
| Premis                                     | Premis                 | Premis                                | Premis     | Premis            |
| Premi                                      | Data de la cerimònia   | Categoria                             | Resultat   | Ref.              |
| ------------------------------------------ | ---------------------- | ------------------------------------- | ---------- | ----------------- |
| Hollywood Music in Media Awards            | 17 de novembre de 2016 | Millor cançó: llargmetratge           | Guanyadora | [ 4 ] [ 5 ]       |
| Critics' Choice Awards                     | 11 de desembre de 2016 | Millor cançó                          | Guanyadora | [ 6 ]             |
| Houston Film Critics Society               | 6 de gener de 2017     | Millor cançó                          | Guanyadora | [ 7 ] [ 8 ] [ 9 ] |
| Premis Globus d'Or                         | 8 de gener de 2017     | Millor cançó original                 | Guanyadora | [ 10 ] [ 11 ]     |
| Premis Satellite                           | 19 de febrer de 2017   | Millor cançó                          | Guanyadora | [ 12 ]            |
| Academy Awards                             | February 26, 2017      | Millor cançó original                 | Guanyadora | [ 13 ]            |
| St. Louis Gateway Film Critics Association | 18 de desembre de 2016 | Millor cançó                          | Nominada   | [ 14 ]            |
| Grammy Award                               | 28 de gener de 2018    | Millor cançó escrita per mitjà visual | Nominada   | [ 15 ] [ 16 ]     |